# Juliusz Joksch
Juliusz Joksch (* 21. Januar 1909 in Jaworzno; † nach 1978 in Bydgoszcz) war ein polnischer Fußballspieler.

## Karriere
Joksch wurde 1909 in Jaworzno als Untertan der k.u.k.-Monarchie geboren. Nach der Wiederentstehung Polens nach dem Ersten Weltkrieg bekam er die polnische Staatsbürgerschaft, seine Familie zählte zur deutschen Minderheit. Die ursprüngliche Schreibweise des Vornamens (Julius) wurde in den Personalpapieren durch die polnische Form (Juliusz) ersetzt.
Zunächst besuchte Joksch eine deutschsprachige Volksschule, später wechselte er auf ein staatliches polnisches Gymnasium. Als Schüler trat er dem lokalen Fußballverein KS Szczakowianka in Szczakowa bei. Als 18-Jähriger erhielt er einen Vertrag bei Fablok Chrzanow, dem Werksclub der Lokomotivenfabrik Fablok. Nach zwei Jahren wechselte er zum Erstligaclub Garbarnia Krakau, mit dem er 1931 die polnische Meisterschaft errang. Zunächst spielte Joksch im Sturm, bevor er ständig als offensiver Außenverteidiger eingesetzt wurde. In 125 Partien erzielte er 39 Tore für Garbarnia.
1936 berief Józef Kałuża, der technische Direktor des Fußballverbandes PZPN, Joksch in die polnische Nationalmannschaft, die von dem Deutschen Kurt Otto trainiert wurde. Beim 3:3 gegen Lettland in Riga spielte er neben Mannschaftskapitän Władysław Szczepański in der Verteidigung. Es blieb bei diesem einen Einsatz in der Nationalelf. Im selben Jahr wechselte Joksch zum Erstligaverein Warszawianka in die Hauptstadt.
Nach Beginn des Zweiten Weltkriegs unterschrieb Joksch die Deutsche Volksliste und spielte als Volksdeutscher an der Seite der ebenfalls aus Oberschlesien stammenden früheren polnischen Nationalspieler Wilhelm Góra und Karol Pazurek in der Gauliga Generalgouvernement im besetzten Polen für die Deutsche Turn- und Sportgemeinschaft Krakau, die mit ihm 1941 den Bernsteinpokal gewann. Wiederholt wurde er in die Auswahl der Gauliga berufen. Während des Kriegs führte Joksch überdies eine „Deutsche Gaststätte“ in Krakau.
Um eine Festnahme als Kollaborateur der deutschen Besatzer zu vermeiden, tauchte Joksch laut den Nachforschungen des polnischen Sporthistorikers Andrzej Gowarzewski unter. Demnach hat er sich unter falschem Namen in Bydgoszcz fernab von Oberschlesien und Krakau niedergelassen. Dort soll er in die Bürgermiliz, wie in der Volksrepublik Polen die Polizei hieß, eingetreten sein. Nach einer anderen Version hat sich Joksch unter falschem Namen nach Westdeutschland abgesetzt.